# Burg Klammstein
Die Burg Klammstein ist die Ruine einer Höhenburg in der Gemeinde Dorfgastein im Bezirk St. Johann im Pongau im Land Salzburg (Klammstein 26). Dieses älteste Bauwerk Gasteins ragt am Eingang zum Gasteinertal etwa 60 Meter oberhalb der Gasteiner Straße auf dem Klammstein auf.

## Geschichte

### Frühgeschichte
Seit dem Anfang des 11. Jahrhunderts hatten die Sieghartinger Grafen hier ein geschlossenes Besitztum, die sogenannte provincia Castuna, in der sie auch die hohe Gerichtsbarkeit ausübten. Sie übergaben die Verwaltung des Gasteiner Tales einem ihrer Vasallen, der sich de Kastune nannte. Zur Sicherung ihres Besitzes erbauten sie die Burg Klammstein auf dem Grund des Bogenschützen Konrad (1122, Conrad der Rauhe). Die Sieghartinger änderten Mitte des 12. Jahrhunderts ihr Adelsprädikat auf von Tengling auf Peilstein. Um 1200 war Siegfried von Peilstein auch im Besitz von Moerle und Kleeberg. Seine Witwe Eufemia stiftete 1208 Güter im Gasteinertal an das Kloster St. Zeno in Bad Reichenhall. Sie und ihre Schwiegertochter Adelheid von Moerle verkauften 1218 das Gasteinertal an Herzog Ludwig von Bayern. Dieser verpfändete den Besitz 1228 an Erzbischof Eberhard II. Der bayerische Herzog hatte sich verpflichtet, seine Belehnung mit der Grafschaft Pinzgau an das Reich zurückzugeben, damit Erzbischof Eberhard damit vom Kaiser belehnt werden konnte.
Mitte des 13. Jahrhunderts hatte Graf Heinrich von Ortenburg die Vogtei über das Gasteinertal inne. Am 9. April 1251 verlehnte er seine Rechte an einen Salzburger Ministerialen weiter. Der Salzburger Elekt Philipp von Spanheim löste diese Rechte von seinem Ministerialen auf dem Pfandweg ab. In dieser Zeit bemächtigten sich die Herren von Goldegg des Gasteinertals, wobei nicht klar ist, ob dies auf dem Erb- oder dem Kaufweg geschah. Der Salzburger Erzbischof Friedrich II. hat jedenfalls 1272 seinen Onkeln Otto und Konrad von Goldegg und seinen Brüdern Otto und Albero von Walchen den Streit um die Burg Klammstein beenden sollten, welche die Walcher beanspruchten. Die Goldegger beanspruchten die Grafschaftsrechte für ihr Landgericht, das aber den bayerischen Herzögen zustand. Deshalb kam es zu kriegerischen Auseinandersetzungen, die 1286 durch einen Vertrag beendet werden sollten. Die Goldegger sollten eine gewisse Summe für den Leihkauf aufbringen, waren dazu aber nicht in der Lage. Deshalb erwarb 1297 das Erzstift Salzburg die provincia Castuna mit allen Rechten, vor allem dem Landgericht, von den Herzögen Otto und Stefan von Bayern. Die Goldegger fühlten sich wegen des nicht berücksichtigten Vorkaufsrechts geschädigt und begannen einen Krieg gegen das Erzbistum. 1327 wurde dem Friedrich von Goldegg der Anspruch auf das Gasteiner Hochgericht mit einer hohen Summe vom Erzbistum abgelöst. Die Güter der Burg Klammstein wurden danach in das Hofurbar des Erzbistums eingegliedert.

### Blütezeit
Im 14. Jahrhundert wurde das Gasteinertal aufgrund der hier gefundenen Erze zu einer der Haupteinnahmequellen des Erzbistums. 1342 erließ der Erzbischof eine Bergordnung für Gastein und auf der Burg wurde auf Klammstein ein erzbischöflicher Pfleger installiert, der zumeist auch die hohe Gerichtsbarkeit in Gastein ausübte. Als Pfleger auf Klammstein werden genannt: Albrecht Paumgartner (1399), Konrad Eisenstang und Albrecht Paumgartner (1403), Albrecht Pawinger (1406), Paul Kren als Pächter (1411), Heinrich Weißenbacher (1422), Oswald Keuzl (1439), Leonhard Peyswegk (1469), Konrad Strochner (1471), Hans Strochner (1490) und Georg von Haunsperg (1502). 1513 überschrieb Erzbischof Leonhard von Keutschach die Burg Klammstein Siegmund von Keutschach auf Lebenszeit. Deshalb musste der Landrichter und Verweser des Pfleggerichts die Burg nach Hofgastein verlassen. 1559 kaufte Erzbischof Michael von Kuenburg die Hofmarkswaldungen zurück und die Hofmark wurde wieder von dem Landrichter verwaltet.

### Niedergang
1589 galt die Burg bereits als verlassen und verfallen. Die Holzaufbauten waren vermodert und aus den Mauern herausfallende Steine gefährdeten die Straße ins Gasteinertal. Deshalb erlaubte 1589 Erzbischof Wolf Dietrich die Abtragung der Außenmauern. 1608 galt die Burg als nicht mehr bewohnbar.
Die nächsten Nachrichten von Klammstein stammen von 1760. Damals ersuchte Sebastian Rainer, der Wirt am Brandstattgut, um die Erlaubnis zum Kalkbrennen. Der gemeinte Steinbruch war nichts anderes als die Burg Klammstein, deren Steine seit einer Generation zum Kalkabbau verwendet wurden. 1778 stand im „zerfallenen Schloß Klammstein“ nur mehr eine sehr dicke Mauer in Form eines Vierecks (Turm) und zwei Mauern unterhalb. 1840 kaufte Thomas Lackner die Tafern an der Brandstatt um viel Geld, da er irriger Weise glaubte, dass auf dem Haus alte Rechte vom Pfleggericht Gastein lägen. Urkunden, die das belegen hätten konnte, wurden aber nicht beigebracht, so blieb ihm nur das Recht zum Kalkbrennen.
Ende des 19. Jahrhunderts wurden von Pater A. Ebner vom Stift St. Peter ein Lageplan und eine Beschreibung der Ruine angefertigt. Der Turm hatte damals außen ein Ausmaß von 8,7 m und im Inneren von 5,2 m. Er bestand noch aus einem Erdgeschoß und einem oberen Stock. An der Südseite war ein Schlupf durch das 1,75 m dicke Mauerwerk ausgebrochen. Mauerschlitze befanden sich im Erdgeschoß an der Südseite und im Obergeschoß an der Süd- und der Nordseite. Im ersten Stock waren noch eine segmentförmige Maueröffnung und ein rechteckiger Ausbruch erkennbar. 1904 kam es im Zuge des Baus der Tauernbahn zu einer Explosion, welche die Burg weiter schädigte.

## Burg Klammstein heute

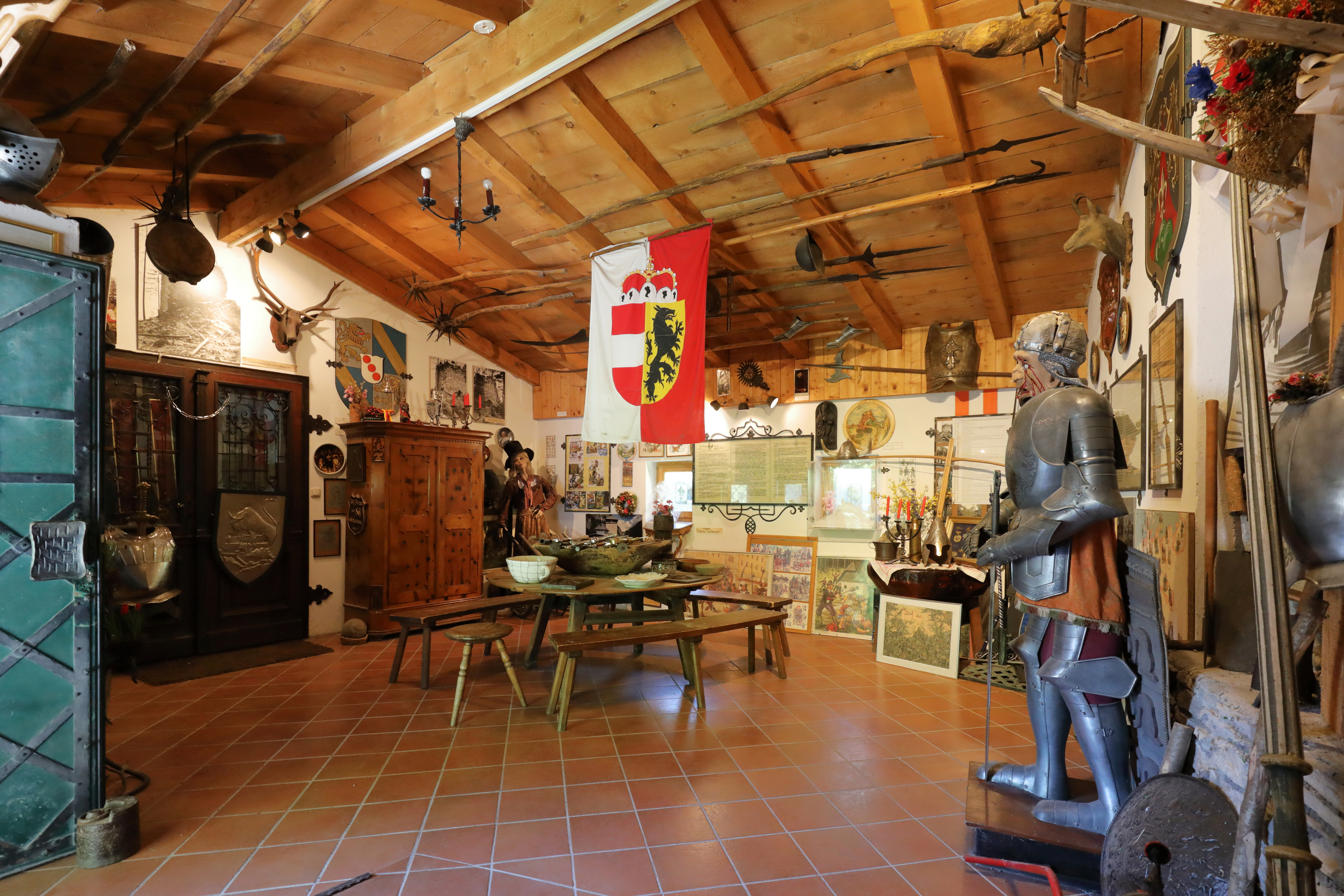
Einer der Ausstellungsräume

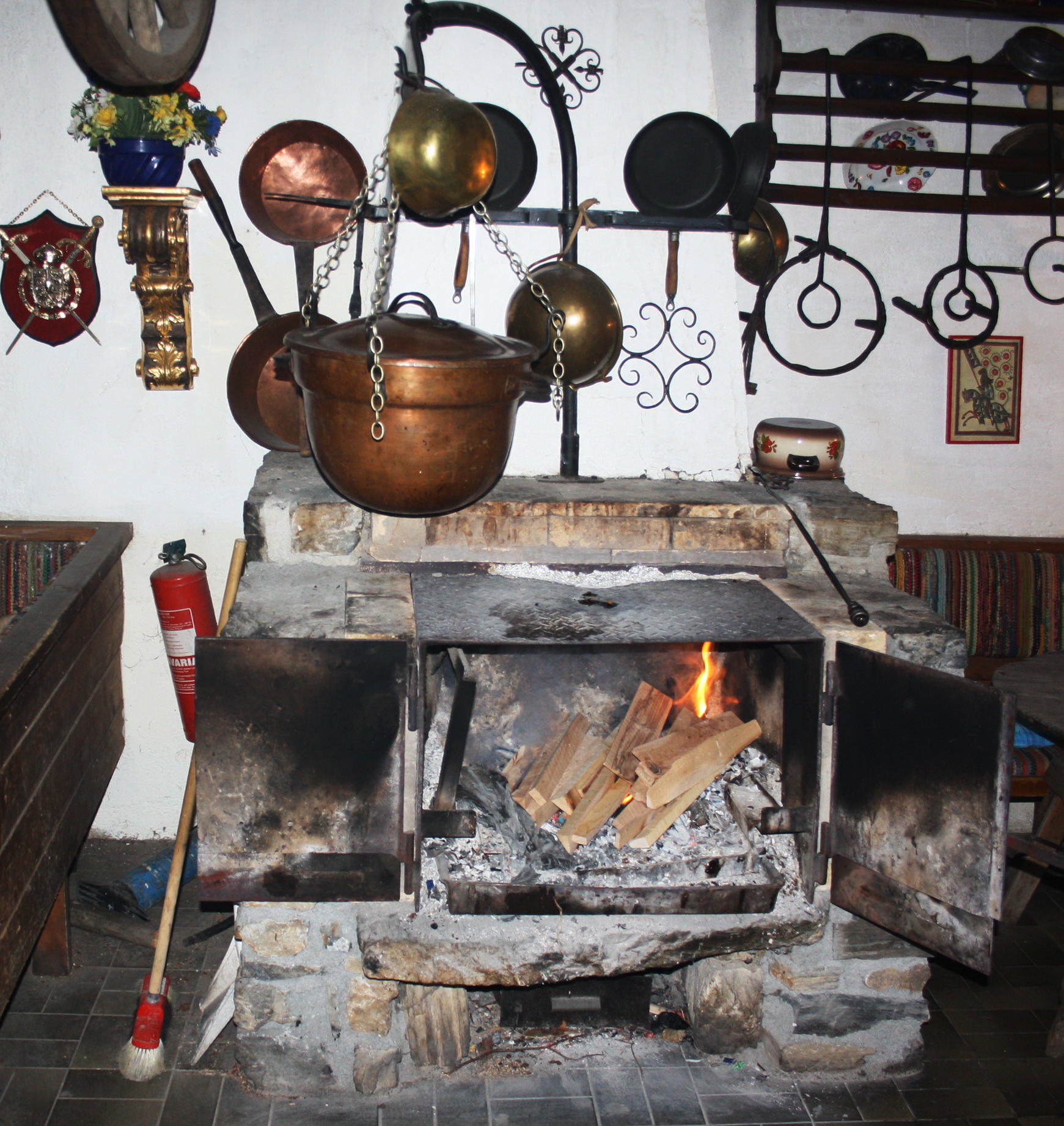
Holzofen in der Burgschänke der Burg Klammstein

Zwischen 1960 und 1962 wurde unter dem Burgfelsen der Tunnel für die Gasteiner Bundesstraße gebaut. Der damals freiliegende Hauptturm zählte nur noch wenige Meter Höhe.
1972 erwarb Adolf Ferner von den Österreichischen Bundesforsten die Burgruine; Ferner ließ den Turm renovieren und Zubauten errichten. Heute befindet sich in der Burg Klammstein ein Museum, in dem die Geschichte der Burg aber auch diverse Objekte aus Ferners umfangreicher Sammeltätigkeit präsentiert werden.
Die (teilweise) rekonstruierte Burg ist auch Sitz des Ritterbundes der „Peilsteiner Ritterschaft“.